# Saint-Denis-du-Payré
Saint-Denis-du-Payré település Franciaországban, Vendée megyében. Lakosainak száma 413 fő (2022. január 1.). Saint-Denis-du-Payré Chasnais, Grues, Lairoux, Saint-Benoist-sur-Mer, Saint-Michel-en-l’Herm és Triaize községekkel határos.

## Népesség
A település népessége az elmúlt években az alábbi módon változott:
| Lakosok száma | 381  | 384  | 393  | 385  | 385  | 389  | 391  | 391  | 413  |
|               | 2013 | 2015 | 2016 | 2017 | 2018 | 2019 | 2020 | 2021 | 2022 |